# BHS Tabletop
Die BHS tabletop AG mit Sitz in Selb in Bayern ist ein Hersteller von Porzellan für das Hotel- und Gastronomiegewerbe sowie für die Gemeinschaftsverpflegung. Das Unternehmen produziert ausschließlich in Deutschland mit Standorten in Selb, Schönwald (Oberfranken) und Weiden in der Oberpfalz.

## Hintergrund
BHS tabletop ging 1998 aus der Hutschenreuther AG hervor. Die Marke „Hutschenreuther“ wurde während dieser Umstrukturierung an die Winterling Porzellan-AG verkauft, welche sie schon im August 2000 an Rosenthal weiterreichte.
Der Name des Unternehmens setzt sich aus den Anfangsbuchstaben der Unternehmensbestandteile Bauscher, Hutschenreuther und Schönwald zusammen. Der englische Zusatz tabletop benennt den Einsatzort der Erzeugnisse: die Tischplatte.
Die unter der ehemaligen Marke „Hutschenreuther Hotel“ hergestellten Produkte laufen seit 2007 unter der Marke „Tafelstern“.
Hauptaktionäre von BHS tabletop waren die Deutsche Bank, die Münchener Rückversicherungs-Gesellschaft und ProHeq, eine Tochter der WMF Gruppe. Die restlichen 17,3 Prozent der Aktien befinden sich in Streubesitz.
Im März 2017 übernahm die Serafin Unternehmensgruppe, eine Finanzholding der Familie Haindl, die Aktienpakete von den bisherigen Aktionären und ist damit der neue Mehrheitsaktionär der BHS tabletop AG.
Auf der Basis von 150 Jahren Erfahrung wird Porzellan für den professionellen Einsatz in der internationalen Gastronomie, Hotellerie und Gemeinschaftsverpflegung hergestellt. Produziert wird ausschließlich in Deutschland an den Standorten Schönwald (Oberfranken) und Weiden (Oberpfalz). Die Produktentwicklung orientiert sich an den speziellen Bedürfnissen (Langlebigkeit, Funktionalität, Modularität) professioneller Nutzer.
Neben weißem und cremefarbenem Hartporzellan gibt es für viele Kollektionen Dekorvarianten. Für Großabnehmer werden auch Serien mit Individualdekor oder Vignette hergestellt. Die Kollektionen erhielten mehrfach Auszeichnungen wie den red dot design award, den iF Design Award und den FER Tabletop & Servingware Award.

## Kundenkreis
Zu den Kunden gehören Hotels, Restaurants, Kantinen, Krankenhäuser sowie Flug- und Schifffahrtslinien auf der ganzen Welt. Das Unternehmen verkauft im Jahr über 40 Millionen Geschirre und besitzt einen Weltmarktanteil von 10 Prozent. Infolge der weltweiten Präsenz erreichte BHS tabletop einen Exportanteil von etwa 45 Prozent.

## Tochtergesellschaften
Die Tools and Technologies GmbH ist 1996 aus dem zentralen Werkzeugbau der Hutschenreuther AG entstanden. Das Unternehmen ist auf Design, Konstruktion von Werkzeugen und Formen spezialisiert.
Bauscher U.S.A., Inc. mit Sitz in Raleigh NC ist eine Vertriebsgesellschaft der BHS tabletop, die auf dem amerikanischen Markt aktiv ist. Das Sortiment umfasst die Marken Bauscher, Tafelstern und Amefa (Besteck). 